# 莫诺什托劳帕蒂
莫诺什托劳帕蒂，是匈牙利维斯普雷姆州所辖的一个村，总面积25.55平方公里，总人口1100，人口密度43.1人/平方公里（2010年1月1日）。